# Bukatînka, Cernivți
Bukatînka (în ucraineană Букатинка) este un sat în comuna Vîla-Earuzki din raionul Cernivți, regiunea Vinnița, Ucraina.

## Demografie
Componența lingvistică a localității Bukatînka
     Ucraineană (99,09%)
     Alte limbi (0,91%)
Conform recensământului din 2001, majoritatea populației localității Bukatînka era vorbitoare de ucraineană (99,09%), existând în minoritate și vorbitori de alte limbi.